# Яо Минъюэ
Я́о Минъюэ́ (кит. упр. 姚明越, пиньинь Yáo Míngyuè; род. 9 марта 1993) — китайская кёрлингистка.
Играет на позиции второго.

## Достижения
- Тихоокеанско-азиатский чемпионат по кёрлингу: бронза (2017).
- Тихоокеанско-Азиатский чемпионат по кёрлингу среди юниоров: серебро (2013, 2014), бронза (2012).

## Команды
| Сезон   | Четвёртый   | Третий      | Второй      | Первый    | Запасной     | Тренер                  | Турниры           |
| ------- | ----------- | ----------- | ----------- | --------- | ------------ | ----------------------- | ----------------- |
| 2011—12 | Цзян Илунь  | Шэ Цютун    | Ван Жуй     | Яо Минъюэ | Мэй Цзе      | Чжан Чжипэн             | ТАЧЮ 2012         |
| 2012—13 | Цзян Синьди | Чжао Сиян   | Фу Сивэй    | Дун Цзыци | Яо Минъюэ    | Чжан Чжипэн             | ТАЧЮ 2013         |
| 2013—14 | Цзян Илунь  | Ван Жуй     | Чжао Сиян   | Яо Минъюэ | Шэ Цютун     | Чжу Ю                   | ТАЧЮ 2014         |
| 2017—18 | Цзян Илунь  | Цзян Синьди | Яо Минъюэ   | Янь Хуэй  | Сю Мэн (ТАЧ) | Марсель Рок             | ТАЧ 2017          |
| 2017—18 | Цзян Илунь  | Цзян Синьди | Яо Минъюэ   | Янь Хуэй  |              |                         |                   |
| 2017—18 | Цзян Илунь  | Ван Жуй     | Цзян Синьди | Янь Хуэй  | Яо Минъюэ    | Тань Вэйдун             | ЧМ 2018 (7 место) |
| 2018—19 | Ван Жуй     | Мэй Цзе     | Яо Минъюэ   | Ма Цзинъи | Чжан Лицзюнь | Чжан Чжипэн Майк Харрис | ЧМ 2019 (6 место) |

(скипы выделены полужирным шрифтом)